# MSC Seascape
Le MSC Seascape est un navire de croisière de classe Seaside EVO construit pour MSC Croisières au chantier naval Fincantieri à Monfalcone, en Italie. Le premier exemplaire de sa sous-classe est le MSC Seashore livré à MSC Croisières en juillet 2022. Cette classe est une version augmentée de la classe principale de navires de croisière Seaside.

## Histoire

### Planification et construction
Le 29 novembre 2017, lors de la cérémonie de livraison du MSC Seaside, MSC a annoncé avoir signé une commande d'une valeur de 1,8 milliard d'euros au constructeur naval italien Fincantieri  pour deux nouveaux navires de croisière, dont la livraison est prévue respectivement en 2021 et 2023. Les deux navires constitueraient la classe Seaside EVO, décrite comme une « nouvelle évolution du prototype de la classe Seaside » établie par le MSC Seaside et le MSC Seaview . La commande du premier navire Seaside EVO a remplacé une commande initialement passée pour un troisième navire de la classe Seaside. Le MSC Seascape est décrit comme le navire le plus grand et le plus technologiquement avancé jamais construit en Italie.
The keel was laid in June 2021,.
La cérémonie de baptême du MSC Seascape s'est déroulée le 7 décembre 2022 au terminal de croisière de Manhattan.

## Carrière opérationnelle
MSC Seascape a commencé sa carrière par une croisière de repositionnement de la Méditerranée à l'Amérique du Nord. Ce voyage inaugural a débuté le 18 novembre 2022. Après son arrivée à New York, il a navigué jusqu'à Miami pour commencer sa carrière principale dans la région le 11 décembre 2022.
Le 19 janvier 2023, une perte de puissance (problème technique concernant l'un des moteurs) a provoqué une diminution de la vitesse maximale . Cela a entraîné le remplacement d'un port d'escale. Apparemment, il y avait "un grand danger" si le deuxième moteur tombait en panne.
Le 17 avril 2023, une infirmière de navire de 34 ans aurait agressé sexuellement une passagère de 41 ans à bord d'une croisière de 7 jours dans les Caraïbes orientales au départ de Miami, en Floride, aux États-Unis. Le 18 avril, un membre de l'équipage (Titus Dabre, de Bombay, Inde) a été arrêté et accusé d'avoir violé une Américaine (de Cleveland, Ohio USA ) dont il s'occupait à l'infirmerie. L'affaire a été signalée à la police, l'employé indien a été incarcéré et sa libération sous caution refusée. Le tribunal des Bahamas a prévu un procès devant jury le 23 août. L'incident s'est produit au cours de la croisière de 7 jours dans les Caraïbes orientales au départ de Miami, en Floride, aux États-Unis, avec des ports d'escale aux Bahamas, à Porto Rico et en République dominicaine.

## Conception et spécifications
MSC Seascape mesure 339 mètres de long et 41 mètres de large, ce qui en fait le navire le plus long de la flotte. Il mesure 76 mètres de haut. Le MSC Seascape comporte 20 ponts Son tonnage brut est de 169 400 GT. Le navire peut atteindre une vitesse maximale de 22 nœuds. Cependant, en vitesse de croisière, celle-ci tourne autour de 18,5 nœuds. Il  a une capacité maximale de 5 179 passagers et 1 648 membres d'équipage. Le navire met l'accent sur les espaces extérieurs, avec une superstructure plus étroite et des zones de promenade plus grandes. De nombreuses caractéristiques de sécurité, des politiques respectueuses de l'environnement et d'autres détails mineurs sont empruntés à son navire jumeau, MSC Seashore . Une nouvelle attraction connue sous le nom de Robotron (une sorte de manège d'attraction foraine) a été présentée à l'arrière du navire, où se trouve la piscine dite Marina Pool sur le pont 18. Le robotron se trouve juste à côté de l'arène sportive, située sur le pont 20.